# Colline di Capalbio
Le colline di Capalbio sono un'area naturale protetta della Toscana, nei pressi di Capalbio, riconosciuta come sito di interesse regionale (SIR). In particolare, i boschi delle colline di Capalbio sono stati proposti come sito di interesse comunitario (pSIC) per il loro paesaggio collinare calcareo con caratteristici boschi di farnetto Quercus frainetto e gli agroecosistemi con vecchi filari e alberi sparsi, in cui sono frequenti i grandi esemplari di farnetto. 

## L'area protetta
I principali elementi di criticità interni al SIR sono: 
- Diffusi fenomeni di abbandono delle aree agricole e dei pascoli, nelle zone più marginali (aree d'estensione ridotta oppure appezzamenti isolati all'interno di aree forestali, ecc.), con riduzione dell'eterogeneità e minaccia di scomparsa per molte delle specie ornitiche di maggiore interesse. Rilevante il rischio di scomparsa dei tradizionali seminativi con alberi sparsi.
- Rischio d'incendi, elevato nelle esposizioni meridionali.
- Gestione forestale non coordinata rispetto agli obiettivi di conservazione del sito.
- Possibili emungimenti, scarichi e tagli delle formazioni ripariali, nei corsi d'acqua minori.
- Carenza d'informazioni sulla presenza e sullo stato di conservazione delle emergenze naturalistiche.
- Proposta di realizzazione di un bacino a scopo irriguo e idropotabile.
- Pascolo in alcune aree forestali.
- Ipotesi di realizzazione di assi autostradali.

I principali elementi di criticità esterni al sito sono: 
- Diffusa riduzione/cessazione del pascolo e modificazione delle pratiche agricole, con conseguente trasformazione del paesaggio agropastorale tradizionale.
- Ipotesi di realizzazione di assi autostradali.

I principali obiettivi di conservazione sono : 
1. Conservazione della popolazione di lepre italica (EE).
2. Tutela e recupero di seminativi e pascoli, di grande importanza per l'avifauna (EE).
3. Tutela delle formazioni forestali mesofile, presenti nelle vallate più fresche e negli impluvi (E).
4. Conservazione dell'integrità funzionale dei corsi d'acqua minori e delle relative formazioni ripariali (E).
5. Incremento delle conoscenze sulla presenza, sulla consistenza e sullo stato di conservazione degli elementi d'interesse naturalistico (E).
6. Mantenimento di superfici significative dei diversi stadi di degradazione della lecceta, in particolare di prati annui e garighe (M).

Indicazioni per le misure di conservazione : 
- Elaborazione di un piano per la conservazione della lepre italica (che riguardi tutte le aree di presenza della specie, anche se esterne al SIR), che preveda un adeguamento della regolamentazione dell'attività venatoria, della gestione degli agroecosistemi e delle previsioni urbanistiche (deve essere impedito un aumento della frammentazione degli habitat idonei e dell'isolamento delle sottopopolazioni) (EE).
- Verifica delle previsioni in campo forestale rispetto agli obiettivi di conservazione “1)”, “3)” e “5)”, adottando le eventuali misure, contrattuali o regolamentari, necessarie per il loro adeguamento (E).
- Verifica delle attuali forme di utilizzazione (e delle prospettive future) delle aree coltivate e dei pascoli interni al sito, e adozione delle eventuali misure, contrattuali o regolamentari, necessarie per la loro conservazione o il loro recupero (E).
- Verifica delle condizioni dei corsi d'acqua minori e individuazione delle misure di conservazione eventualmente necessarie (E).
- Avviamento di indagini sugli aspetti naturalistici del sito e sulle tendenze in atto (E).

## Geomorfologia
La tipologia ambientale prevalente è data dalle basse colline con prevalenza di vegetazione forestale (boschi di sclerofille, nelle esposizioni meridionali e occidentali, boschi di latifoglie, nelle valli più fresche). Nelle zone a morfologia più dolce, prevalgono pascoli con grandi alberi sparsi e seminativi, in parte abbandonati. Vegetazione forestale termofila e igrofila con compresenza di specie decidue igro-acidofile di ambiente oceanico o montano con specie termofile sempreverdi. Notevole la presenza di Quercus frainetto, al limite settentrionale dell'areale, e di Vicia sparsiflora, specie rara nota in Italia con tre sole stazioni fra loro molto distanti. Altre tipologie ambientali rilevanti sono la gariga e la macchia mediterranea, gli invasi artificiali, le piccole zone umide di origine carsica, i piccoli corsi d'acqua con formazioni ripariali, talvolta ben sviluppate.

## Fauna
Agroecosistemi tradizionali ad elevata diversità ambientale, con presenza accertata o presumibile di varie specie rare di uccelli e di altri gruppi faunistici. Popolamenti faunistici dei corsi d'acqua minori ricchi di specie minacciate. Presenza di piccoli invasi artificiali di un certo interesse per gli uccelli acquatici migratori e svernanti.
L'avifauna nidificante è ricca di specie rare e di grande interesse legate alle garighe: Sylvia undata; la sterpazzola di Sardegna (Sylvia conspicillata), segnalata come nidificante, da confermare; Monticola solitarius) a coltivi e pascoli con grandi alberi sparsi; Circus pygargus; l'ortolano (Emberiza hortulana) segnalato come nidificante nei primi anni novanta, da confermare; la ghiandaia marina (Coracias garrulus) segnalata come nidificante ai confini del sito nei primi anni novanta, da confermare; Lanius senator). 
Tra gli uccelli legati alla combinazione dei diversi tipi di habitat: il biancone (Circaetus gallicus) nidificante, Pernis apivorus, Falco subbuteo).
Tra i mammiferi sono da segnalare il gatto selvatico (Felis silvestris silvestris), da confermare, e Martes martes. A proposito della lepre italica (Lepus corsicanus), indagini recenti (ancora in corso) hanno permesso di accertare la presenza regolare di questa specie (qui al limite settentrionale dell'areale) nelle Aziende Faunistico-Venatorie e nei Fondi Chiusi, irregolare nelle aree a caccia non regolamentata.
Tra i rettili: testuggine di Herman Testudo hermanni, la testuggine d'acqua (Emys orbicularis)

## Flora
Per quanto riguarda la fitocenosi sono da segnalare boschi misti a cerro e farnetto di Capalbio (Pulicario-Quercetum frainetti ubaldi).